# 津守大海
津守 大海（つもり の おおあま、生没年不詳）は、日本古代の豪族。姓は連。

## 記録
『日本書紀』巻第二十四によると、皇極天皇元年（642年）1月、阿曇連比羅夫の筑紫国からの駅馬（はいま＝早馬）により、百済が大乱状態になっているという情報が伝わり、弔使の従者の話で、正月に国王の母がなくなり、弟王子の子である翹岐と、その同母妹たちや百済の高官40人あまりが島流しにされたことがわかった。
同じ月、高句麗の使者より、高句麗でも前年（641年）の6月に弟王子（太陽王）が薨去し、9月に伊梨柯須弥（いりかすみ）が大王（こきしむ＝栄留王のこと）を弑逆して、重臣180人あまりを殺して、太陽王の子を王とした（宝蔵王）。同姓の都須流金流（つするこむる）を大臣として実権を握った、という知らせがあった（『旧唐書』高麗伝では貞観16年（642年）の出来事としており、『書紀』の記述と1年の差がある）
以上の情報を得た大和政権は高句麗・百済の客（まろうと）を難波の郡（こおり）で饗応したあと、蘇我蝦夷に詔をして、
1. 津守連大海（つもり の むらじ おおあま）…高句麗
2. 国勝吉士水鷄（くにかつ の きし くいな）…百済
3. 草壁吉士真跡（くさかべ の きし まと）…新羅
4. 坂本吉士長兄（さかもと の きし ながえ）…任那

にそれぞれ使いとして出すことが決定された。この中で津守大海のみ連姓を有し、他の3名よりは高い地位にあったところから、蘇我氏や朝廷が高句麗の政情に関心を持っていたことがわかる。津守連氏は、八色の姓制定により、684年（天武天皇13年12月）、宿禰の姓を与えられている。
津守宿禰氏については、『新撰姓氏録』「摂津国神別」によると「尾張宿禰同祖」とあり、「天火明命八世孫大御日足尼之後也」とあるが、宮内庁書陵部所蔵の「津守氏系図」では「大御田足尼」と表記され、『住吉大社神代記』では「意富弥多宿禰」が「津守宿禰遠祖也」とされているため、「田」を「日」と書き誤った可能性がある。津守連氏は、「和泉国神別」に火明命の神男天香山命の後裔としている。神功皇后摂政前紀12月条には津守連の祖である田裳見宿禰（たもみ の すくね）が登場しているが、「津守氏系図」では「手搓足尼」と表記されている。
一族の中から外交で活躍したものを多く輩出しており、巻第十九では、欽明天皇の時代に百済に派遣された己麻奴跪（こまなこ）、巻第二十六では斉明天皇の時代に遣唐使になった吉祥（きさ）らのことが記述されている。
この後、3月に新羅が皇極天皇の即位を祝う賀登極使と、舒明天皇の弔喪使を派遣した。5月、百済の調の使の船と（国勝の）吉士の船が難波津に停泊し、百済の使者が進調し、吉士が服命（帰朝の報告を）した。8月、高句麗の使者が帰国の途につき百済と新羅の使者が帰国の途についた10月、新羅の弔使の船と賀騰極使の船が壱岐島に停泊したという。